# Ankaralı Turgut
Ankaralı Turgut, nom de scène de Turgut Karataş, né le 22 mai 1963 à Ayaş (Ankara) et mort le 15 décembre 2024 à Yenimahalle (Ankara), est un chanteur, écrivain et acteur turc.

## Biographie
Ankaralı Turgut commence la musique à l'âge de 12 ans en étant joueur de darbuka dans les mariages. Son père est joueur de tambour (Davul en turc), ce qui l'encourage à continuer dans la musique.
Jusqu'à son service militaire, il apprend à jouer du saz ce qui le mène à faire, dès son retour, un premier album. 
Il participe à des films et des publicités télévisées. Il écrit aussi une musique pour une société qui est aujourd'hui toujours très écoutée.
Son obsession de la sexualité et de l'humour noir provoquent une controverse en Turquie. Ainsi, en 2014, la chanteuse, actrice et animatrice de télévision Seda Sayan est condamnée à 5 ans de probation et à une amende de 6 000 livres turques pour avoir insulté le chanteur grivois Ankaralı Turgut. 
Ankaralı Turgut, atteint d’un cancer du poumon, est hospitalisé et meurt le 15 décembre 2024, à 61 ans.

### Vie privée
Ankaralı Turgut se marie en 1986. Cinq enfants sont issus de cette union avant qu'il ne divorce en 2006.
Il se remarie en 2007 avec une autre femme mais cette relation ne durera que deux mois.

## Discographie
- 1996 : Tavla (Backgammon)
- 1996 : Arabası Var (Il a une voiture)
- 1996 : Döşiyelim Abi (On le couvre frère)
- 1997 : Yakalarsam Tık Tık (Si je t'attrape, Tak! Tak!)
- 1997 : Ne Yersin (Tu manges quoi)
- 1997 : Annene Diyecem (Je vais le dire à ta mère)
- 1997 : Sen Gittikten Sonra (Après ton départ)
- 1997 : Aganigi Naganigi
- 1997 : Vay Vay
- 1998 : Para (Argent)
- 1998 : Dazır Duzur & Yapmazdın & Kaynana
- 1998 : Bak Hele
- Ver Deyom Vermeyon (Je te dis de me le donner et veux pas)
- Var Yemez Amca
- Sıra Sende (C'est ton tour)
- İsyanım Var
- Hüp Düt & Dabi Dabi
- Hop Dedik
- Dah Diri Dom
- Best Of
- Bay Bay Sakir Sakir
- Beni Görmek için Gelme (Ne viens pas pour me voir)
- Kaymak Lazım (Besoins de crème)

## Filmographie

### Cinéma
- 1986 : Olacak O Kadar
- 1997 : Umut Taciri
- 2000 : Mezar Kurtları
- 2002 : Dumanlı Yol
- 2002 : Reyting Hamdi
- 2004 : Omuz Omuza

### Émissions de télévision
- Oturak Alemi
- Ankaralı Turgutla Oturak Alemi